# Bulbophyllum complanatum
Bulbophyllum complanatum là một loài phong lan thuộc chi Bulbophyllum.